# Dinocheirus proximus
Dinocheirus proximus är en spindeldjursart som beskrevs av Clarence Clayton Hoff 1946. Dinocheirus proximus ingår i släktet Dinocheirus och familjen blindklokrypare. Inga underarter finns listade i Catalogue of Life.